# St. John's Hoxton
St. John's Hoxton est un temple néoclassique dédié à saint Jean-Baptiste, fondé en 1826.
La paroisse est située dans le quartier de Hoxton au sud-ouest de Hackney à un kilomètre de la cathédrale Saint-Paul de Londres.
En 1850 John Goldsmith, l'arrière grand-père maternel de Catherine Middleton, se marie à l'église.
De nos jours, Hoxton est célèbre pour la culture de l'art et de la vie nocturne plus cool.